# Emilio Camps Cazorla
Emilio Camps Cazorla (Fuensanta de Martos, 31 de octubre de 1903-Madrid, 28 de enero de 1952) fue un arqueólogo español, profesor universitario de historia del arte y conservador del Museo Arqueológico Nacional.

## Biografía
Nacido el 31 de octubre de 1903 en la localidad jienense de Fuensanta de Martos, se licenció en ciencias históricas y se doctoró en filosofía y letras en la Universidad Central de Madrid. 
Ingresó en el Cuerpo de Archiveros, Bibliotecarios y Arqueólogos en 1930, empezando a trabajar como conservador del Museo Arqueológico Nacional que dirigía Francisco Álvarez-Ossorio, coincidiendo en esa institución con Felipa Niño Mas, Felipe Mateu y Llopis, Luis Vázquez de Parga y Joaquín María de Navascués. 
Su primer trabajo como arqueólogo lo hizo junto Joaquín María de Navascués, en 1931, asesorados por Juan Cabré, con la exploración del castro de Los Castillejos de Sanchorreja, siendo los primeros sondeos subvencionados por la Junta Superior de Excavaciones y Antigüedades.
En el verano de 1933 participa en el crucero universitario por el Mediterráneo organizado por la Universidad de Madrid. Le dirigió su tesis Elías Tormo, que se tituló: Arte hispano-visigodo, publicada en 1935.
En 1931 sustituyó a Manuel Gómez-Moreno en la cátedra de arqueología arábiga de la Universidad de Madrid. En la posguerra, continuó dando clases en la Universidad Central de Madrid y después en la de Oviedo hasta su jubilación, ya siendo catedrático. También fue conservador de la Colección artística del Museo Lázaro Galdiano.

## Obra
- Camps Cazorla, Emilio (1927). Puertas mudéjares con inscripción eucarística. Madrid: Archivo Español de Arte y Arqueología. 24 pp.
- Camps Cazorla, Emilio (1929). Arquitectura califal y mozárabe. Madrid: Imprenta de A. Marzo, 32 pp., 30 láminas. Cartillas de Arquitectura Española IV.
- Camps Cazorla, Emilio (1931). Armario morisco, procedente de Toledo, nota descriptiva (adquisiciones de 1930). Madrid: Museo Arqueológico Nacional.
- Camps Cazorla, Emilio (1932). Sillas del coro de Santa Clara de Astudillo (Palencia). Madrid: Museo Arqueológico Nacional. 8 p. (Adquisiciones en 1931).
- Camps Cazorla, Emilio (1933). Los Marfiles de San Millán de la Cogolla. Museo Arqueológico Nacional. Adquisiciones en 1931. Madrid: Blass, 1933. 16 pp.
- Camps Cazorla, Emilio (1934). Tejidos visigodos de la Necrópolis de Castiltierra. Madrid: Anuario del Cuerpo Facultativo de Archiveros, Bibliotecarios y Arqueólogos, 16 pp.
- Camps Cazorla, Emilio (1935). El arte románico en España, Barcelona, Editorial Labor, 1935, 13x18, 249 pp.
- Junto con Luis Ulloa Cisneros, fue coautor del Tomo IV de la Historia de España: gran historia general de los pueblos hispanos, dedicado a La Casa de Austria (siglos XVI y XVII), publicado en Barcelona, Instituto Gallach, 1936.
- Camps Cazorla, Emilio (1936). Cerámica española: Catálogo sumario del Museo Arqueológico Nacional: cerámica española (Nuevas instalaciones). Madrid:  Blass, 1936. 109 pp.
- Camps Cazorla, Emilio (1941). Hierros antiguos españoles. En Cartillas de artes industriales, 1. Madrid, 1941, Escuela y Artes Oficios Artísticos de Madrid, ilustrado. 32 pp.
- Camps Cazorla, Emilio (1942). El relicario tortosí de San Eulalio. En Archivo Español de Arte. Madrid, 1942. 34 pp.
- Camps Cazorla, Emilio (1943). La cerámica medieval española. En Cartillas de artes industriales, 3. Madrid: Publicaciones de la Escuela de Artes y Oficios Artísticos de Madrid, 1943.
- Camps Cazorla, Emilio (1948). Revisión de algunos problemas de los monumentos Ramirenses. Oviedo: 1948, 34 pp.
- Referencia de la librería: 3113T4C6
- Camps Cazorla, Emilio (1951). Lo morisco en el arte de los Reyes Católicos. En Revista de Archivos, Bibliotecas y Museos, Tomo LVII, Año 1951, pp. 623-636. Madrid.
- Camps Cazorla, Emilio (1952). Un lote de piezas célticas en el Museo Lázaro Galdiano. Cartagena, 1952. Separata de la Crónica del II Congreso Arqueológico Nacional, Madrid, 1951. Pp. 355-362.
- Camps Cazorla, Emilio (1953). Módulo, proporciones y composición en la arquitectura califal cordobesa. Madrid: CSIC. 118pp, LXVIII láminas.